# Dojran

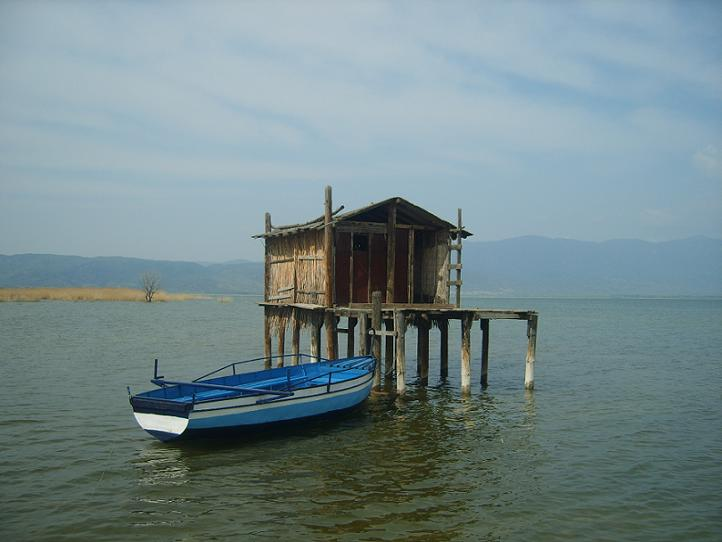
Ein Fischerboot auf dem Dojransee

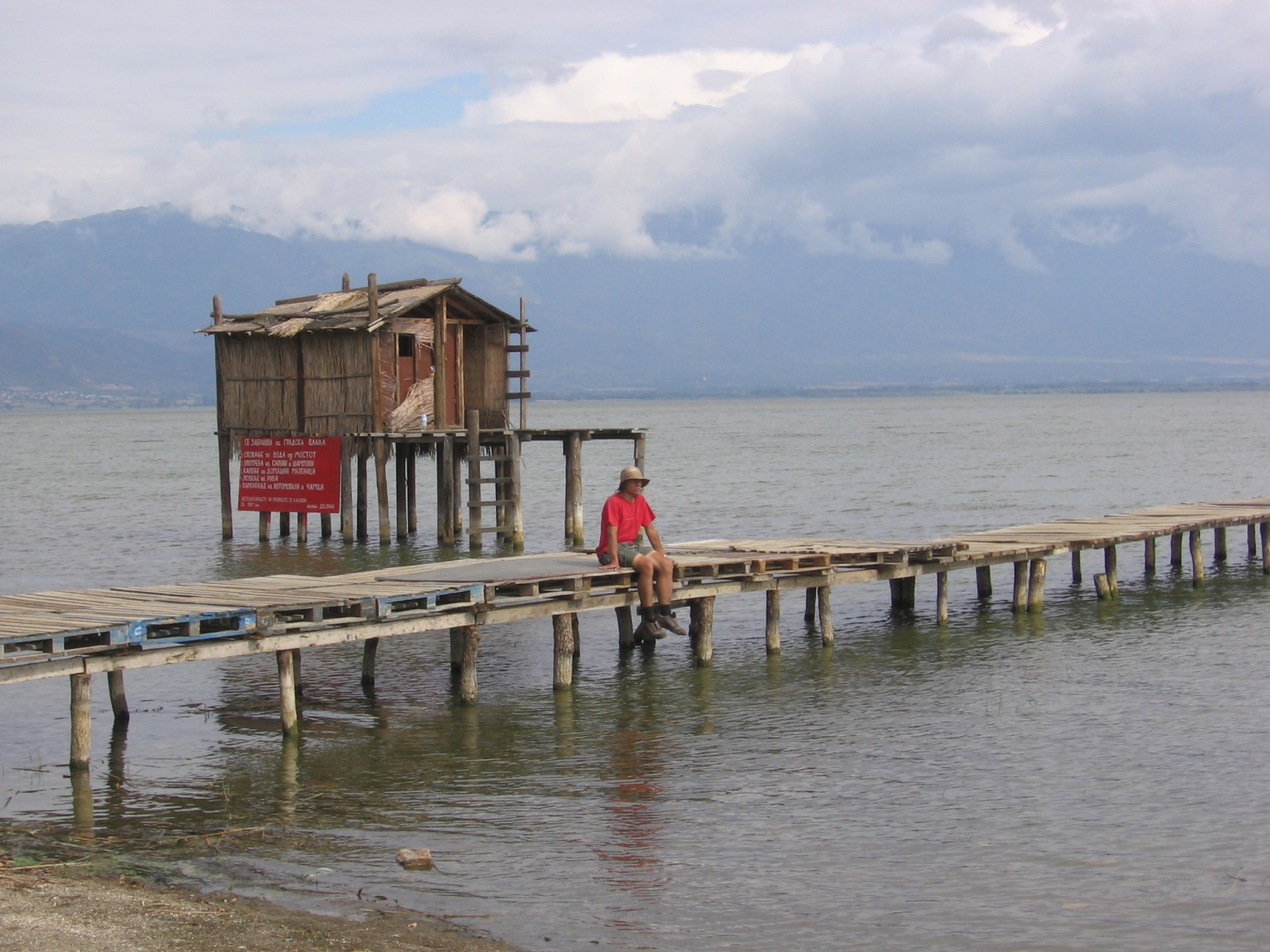
Der Dojransee

Dojran (albanisch Dojrani, bulgarisch Дойран, griechisch Δοϊράνη, mazedonisch Дојран, türkisch Doyran) ist eine historische Stadt am Westufer des gleichnamigen Dojransees im Norden der geographischen Region Makedonien. Ein größerer Teil der ursprünglichen Siedlung befindet sich auf griechischem, der Rest auf nordmazedonischem Territorium.
Heute tragen diesen Namen eine mazedonische Gemeinde und eine griechische Gemeinde, sowie drei Dörfer Star Dojran („Alt-Dojran“) und Nov Dojran („Neu-Dojran“), mit insgesamt 3426 Einwohnern in der Republik Nordmazedonien und das Dorf Doirani in Nordgriechenland.
Die nächstgelegene größere Stadt auf nordmazedonischer Seite ist Strumica, etwa 45 km nördlich gelegen. Die Hauptstadt Nordmazedoniens Skopje ist etwa 170 km entfernt.

## Ortschaften
Die nordmazedonische Gemeinde Dojran umfasst die folgenden 13 Ortschaften:
| - Čaušli - Crničani - Durutli | - Džumabos - Furka - Gjopčeli | - Kurtamzali - Nikolić - Nov Dojran | - Organdžali - Sevendekli | - Sretenovo - Star Dojran |

## Geschichte
Die Stadt Dojran wurde im 5. Jahrhundert durch den griechischen Historiker Herodot bekannt. Er schrieb Geschichten über die alten Thraco-Illyrischen Menschen, die die erste Siedlung von Menschen im Gebiet der Stadt errichteten. Herodot stellte fest, dass sich die erste Bevölkerungsgruppe über den Dojransee ansiedelte. Die Wirtschaft von Dojran ist immer in erster Linie von der Fischerei abhängig gewesen. Mittlerweile werden die Fische auch ins Ausland exportiert.
Im Zuge des Ersten Balkankrieges verübten 200 bulgarische Komitadschi aus Strumica Kriegsverbrechen an der Zivilbevölkerung. Am 26. November 1912 ermordeten sie 200 örtliche „Türken“ (Muslime). Schon vorher sollen in Dojran 90 Menschen getötet worden sein. Ein Memorandum des britischen Konsuls Harry Lamb an seinen Vorgesetzten in Thessaloniki vom 11. Dezember 1912 berichtet davon.
Während des Ersten Weltkrieges war die Stadt und die Region unmittelbar südlich von ihr, als Teil der Salonikifront Schauplatz mehrerer Schlachten. Dabei wurde sie mehrmals von den Streitkräften der Entente angegriffen und von den Bulgaren verteidigt. Bei den Kämpfen starben auf beiden Seiten mehrere tausend Soldaten und die gesamte Stadt Doiran wurde durch die Artillerie der Entente nahezu vollständig zerstört. Nach dem Krieg wurde der Großteil der Bevölkerung nach Bulgarien vertrieben (→Makedonische Bulgaren) wo sie u. a. in der bulgarischen Hauptstadt Sofia den Bezirke Sweta Troiza gründeten oder in andere wie Ilinden niederließen.

## Architektur
Der Hammām ist ein großes, türkisches Bad, das sich im oberen Teil der Stadt befindet und früher als Wohnung der türkischen Immigranten genutzt wurde. Die Kirche des St. Ilija wurde im Jahre 1874 im nördlichen Teil der Stadt gebaut. Basierend auf Resten von Bildern in den Wänden der Kirche nimmt man an, dass die Kirchwände ursprünglich mit Freskomalerei bedeckt waren. Zudem finden sich viele Ausgrabungen, darunter Marmorteller mit griechischen Inschriften, Reste von Wänden, Münzen und Grabstätten mit Grabinschriften.

## Persönlichkeiten
- Christoph Nako (1745–1800), ungarischer Großgrundbesitzer, Kaufmann und Mäzen mit mazedonischen Wurzeln
- Georgi Stamenow (1845–1926), bulgarischer Bildungsfunktionär